# Philipp Jakob Siebenpfeiffer
Philipp Jakob Siebenpfeiffer, né le 12 novembre 1789 à Lahr (Bade-Wurtemberg) et mort le 14 mai 1845 à Bümpliz (Suisse), est un juriste et journaliste politique allemand. 

## Biographie
Philipp Jakob Siebenpfeiffer naît le 12 novembre 1789 à Lahr (aujourd'hui Lahr/Schwarzwald), dans le Land du Bade-Wurtemberg. Il est le fils de Philipp Jakob, maître tailleur, et de Catharina Dorothea Bittenbring. Il est originaire d'une famille protestante. 
Il entame des études de droit à Fribourg-en-Brisgau, conclues par un doctorat en 1813. L'année suivante, il épouse Emilie Weissegger von Weisseneck. Il commence ensuite une carrière dans la haute administration, devenant en 1818 représentant du royaume de Bavière à Hombourg, dans la Sarre. 
Philipp Jakob Siebenpfeiffer s'engage alors dans l'opposition libérale et participe à l'organisation, en 1832, de la fête de Hambach, lors de laquelle il prononce un discours. Il est poursuivi par les autorités royales et accusé de haute trahison. Finalement acquitté en 1833, il est malgré tout condamné à deux ans de prison pour un autre chef d'accusation : Siebenpfeiffer aurait commis une « offense à des autorités locales et étrangères ». 
Il s'enfuit alors en Suisse où il devient en 1834 professeur de droit puis haut responsable du Département de justice, six ans plus tard. À partir de 1842, sa santé mentale se dégrade et il finit par mourir le 14 mai 1845 à Bümpliz, commune suisse appartenant désormais à la ville de Berne.